# Dé Kessler
Johann Heinrich Hermann "Dé" Kessler (11 d'agost de 1891 - 6 de setembre de 1943) fou un futbolista i jugador de criquet neerlandès de la dècada de 1910.
Dé Kessler - juntament amb el seu germà Tonny i els seus cosins Boeli i Dolf - jugà al futbol amateur al club HVV Den Haag. Fou 21 cops internacional per la selecció dels Països Baixos entre 1909 i 1922, marcant nou gols.
També jugà amb l'equip neerlandès de criquet cinc partits entre 1921 i 1925.